# DARVO
Das Akronym DARVO beschreibt eine mögliche Reaktion von Straftätern, die mit ihrem Fehlverhalten konfrontiert werden: Leugnen, Angreifen, und die Rollen von Opfer und Täter umkehren; abgeleitet aus dem Englischen Deny, Attack, Reverse Victim and Offender. Das Phänomen wurde insbesondere bei sexualisierter und häuslicher Gewalt beobachtet. Forscher wiesen darauf hin, dass es sich dabei um eine gängige Manipulationsstrategie von Psychokriminellen handelt.
Die Professorin für Psychologie und Herausgeberin des „Journal of Trauma & Dissociation“ Jennifer Freyd prägte das Akronym im Jahr 1997.
Freyd beschrieb drei aufeinanderfolgende Schritte, die Täter manchmal nutzen, um die Vorwürfe abzuwehren: (1) Der Täter leugnet, dass der Missbrauch jemals stattgefunden hat, (2) der Täter attackiert die Glaubwürdigkeit des Opfers, und (3) der Täter gibt vor, selbst das Opfer zu sein. Laut Heather Lauren Davidson sind Frauen in den USA im Kontext sexueller Gewalt weniger häufig unter den Tätern. Im Kontext psychischer Gewalt sind Frauen in Deutschland ebenso häufig unter den Tätern. Oft führt diese Taktik dazu, dass sich das Opfer eingeschüchtert fühlt oder sich Selbstvorwürfe macht. Auch kann das Opfer in den Augen Dritter als weniger glaubwürdig wahrgenommen werden. DARVO kann von den Auswirkungen her mit Gaslighting verglichen werden.
Die Reaktionen von Harvey Weinstein, Brett Kavanaugh und Donald Trump auf Beschuldigungen sexueller Belästigung wurden von Nancy Chi Cantalupo, außerordentliche Professorin für Recht und stellvertretende Dekanin für Diversität, Gleichberechtigung und Zugehörigkeit an der Wayne State University, als Beispiele für DARVO angeführt. Das Verhalten von Johnny Depps Anwaltsteam im Prozess gegen Amber Heard wurde von der Journalistin Linn Penkert als DARVO-Strategie berichtet.
Die Erfinderin von DARVO, Freyd, wirbt dafür, ein Bewusstsein für DARVO bei Opfern und in der Öffentlichkeit zu schaffen, um die Taktik ins Leere laufen zu lassen. Heather Lauren Davidson spricht verurteilend von „institutionellem Verrat“ (englisch institutional betrayal), wenn DARVO auf institutioneller Ebene stattfinde; dabei nähmen zuständige Stellen vorgetragene Anschuldigungen gegen Täter nicht ernst und instrumentalisierten Regelungen und Gesetze gegen das Opfer.